# Zapasy na Letnich Igrzyskach Olimpijskich 1960 – kategoria do 57 kg w stylu wolnym
Zmagania mężczyzn do 57 kg to jedna z ośmiu męskich konkurencji w zapasach w stylu wolnym rozgrywanych podczas Letnich Igrzysk Olimpijskich 1960. Pojedynki w tej kategorii wagowej odbyły się w dniach 1 – 6 września.
Punktacja opierała się na systemie "złych punktów karnych". Zwycięzca otrzymywał zero punktów za wygraną przez "tusz" (łopatki), a jeden punkt za wygraną na punkty. Dwa punkty przyznawano zawodnikom za remis. Za porażkę na punkty zawodnik otrzymywał trzy punkty, a za przegraną na łopatki przyznawano 4 punkty karne. Uzyskanie sześciu lub więcej punktów eliminowało zapaśnika z turnieju. Najlepsza trójka walczyła w rundzie finałowej. 

## Klasyfikacja[1]
| Pozycja | Nazwisko               | Kraj              |
| ------- | ---------------------- | ----------------- |
| 1       | Terry McCann           | Stany Zjednoczone |
| 2       | Neżdet Zalew           | Bułgaria          |
| 3       | Tadeusz Trojanowski    | Polska            |
| 4       | Tadashi Asai           | Japonia           |
| 5       | Tauno Jaskari          | Finlandia         |
| 6       | Michaił Szachow        | ZSRR              |
| 7       | Mohamed Mehdi Yaghoubi | Iran              |
| 8       | Luigi Chinazzo         | Włochy            |
| 9       | Fred Kämmerer          | Niemcy            |
| 10      | Eduardo Campbell       | Panama            |
| 10      | Muhammad Siraj-Din     | Pakistan          |
| 10      | Im Gwang-jae           | Korea Południowa  |
| 13      | Dermot Dunne           | Irlandia          |
| 14      | Hüseyin Akbaş          | Turcja            |
| 15      | Edvin Vesterby         | Szwecja           |
| 16      | Geoffrey Jameson       | Australia         |
| 16      | Paul Hänni             | Szwajcaria        |
| 16      | Walter Pilling         | Wielka Brytania   |
| 16      | Vittorio Mancini       | San Marino        |

## Wyniki

### Pierwsza runda[2]
| Zwycięzca           | Punkty karne | Wynik     | Przegrany              | Punkty karne |
| ------------------- | ------------ | --------- | ---------------------- | ------------ |
| Luigi Chinazzo      | 1            | Na punkty | Im Gwang-jae           | 3            |
| Dermot Dunne        | 0            | Łopatki   | Vittorio Mancini       | 4            |
| Hüseyin Akbaş       | 2            | Remis     | Mohamed Mehdi Yaghoubi | 2            |
| Michaił Szachow     | 2            | Remis     | Tauno Jaskari          | 2            |
| Muhammad Siraj-Din  | 0            | Łopatki   | Walter Pilling         | 4            |
| Fred Kämmerer       | 1            | Na punkty | Eduardo Campbell       | 3            |
| Terry McCann        | 1            | Na punkty | Edvin Vesterby         | 3            |
| Tadeusz Trojanowski | 0            | Łopatki   | Paul Hänni             | 4            |
| Neżdet Zalew        | 0            | Łopatki   | Geoffrey Jameson       | 4            |
| Tadashi Asai        | 0            | Bez walki |                        |              |

### Druga runda[3]
| Zwycięzca              | Punkty karne | Wynik     | Przegrany          | Punkty karne |
| ---------------------- | ------------ | --------- | ------------------ | ------------ |
| Tadashi Asai           | 0            | Łopatki   | Luigi Chinazzo     | 5            |
| Im Gwang-jae           | 3            | Łopatki   | Dermot Dunne       | 4            |
| Mohamed Mehdi Yaghoubi | 2            | Łopatki   | Vittorio Mancini   | 8            |
| Michaił Szachow        | 3            | Na punkty | Hüseyin Akbaş      | 5            |
| Tauno Jaskari          | 3            | Na punkty | Muhammad Siraj-Din | 3            |
| Eduardo Campbell       | 3            | Łopatki   | Walter Pilling     | 8            |
| Fred Kämmerer          | 2            | Na punkty | Edvin Vesterby     | 6            |
| Terry McCann           | 1            | Łopatki   | Paul Hänni         | 8            |
| Tadeusz Trojanowski    | 0            | Łopatki   | Geoffrey Jameson   | 8            |
| Neżdet Zalew           | 0            | Bez walki |                    |              |

### Trzecia runda[4]
| Zwycięzca              | Punkty karne | Wynik     | Przegrany          | Punkty karne |
| ---------------------- | ------------ | --------- | ------------------ | ------------ |
| Neżdet Zalew           | 0            | Łopatki   | Tadashi Asai       | 4            |
| Luigi Chinazzo         | 5            | Łopatki   | Dermot Dunne       | 8            |
| Mohamed Mehdi Yaghoubi | 3            | Na punkty | Im Gwang-jae       | 6            |
| Tauno Jaskari          | 3            | Łopatki   | Hüseyin Akbaş      | 9            |
| Michaił Szachow        | 4            | Na punkty | Muhammad Siraj-Din | 6            |
| Terry McCann           | 2            | Na punkty | Eduardo Campbell   | 6            |
| Tadeusz Trojanowski    | 1            | Na punkty | Fred Kämmerer      | 5            |

### Czwarta runda[5]
| Zwycięzca           | Punkty karne | Wynik     | Przegrany              | Punkty karne |
| ------------------- | ------------ | --------- | ---------------------- | ------------ |
| Neżdet Zalew        | 1            | Na punkty | Luigi Chinazzo         | 8            |
| Tadashi Asai        | 5            | Na punkty | Mohamed Mehdi Yaghoubi | 6            |
| Michaił Szachow     | 4            | Łopatki   | Fred Kämmerer          | 9            |
| Tauno Jaskari       | 4            | Na punkty | Terry McCann           | 5            |
| Tadeusz Trojanowski | 1            | Bez walki |                        |              |

### Piąta runda[6]
| Zwycięzca    | Punkty karne | Wynik     | Przegrany           | Punkty karne |
| ------------ | ------------ | --------- | ------------------- | ------------ |
| Neżdet Zalew | 2            | Na punkty | Tadeusz Trojanowski | 4            |
| Tadashi Asai | 6            | Na punkty | Tauno Jaskari       | 7            |
| Terry McCann | 5            | Łopatki   | Michaił Szachow     | 8            |

### Szósta runda[7]
| Zwycięzca    | Wynik     | Przegrany                                       |
| ------------ | --------- | ----------------------------------------------- |
| Neżdet Zalew | Na punkty | Tadeusz Trojanowski (zaliczony wynik z V rundy) |
| Terry McCann | Na punkty | Tadeusz Trojanowski                             |
| Terry McCann | Na punkty | Neżdet Zalew                                    |